# エチオピア関係記事の一覧
エチオピア関係記事の一覧（エチオピアかんけいきじのいちらん）は、エチオピアに関係する記事の一覧である。

## エチオピア関係記事
50音順に配列されている。

### 記号
- .et(ccTLD)

### 英数字
- ISO 3166-2:ET（行政区分コード）
- 1974年エチオピアクーデター（クーデター）

### あ行
- 青ナイル川（河川）
- アクスム（都市・世界遺産）
- アクスム王国（過去の国）
- アディスアベバ大学（大学）
- アディスアベバ（首都）
- アディスアベバ条約（条約）
- アディスアベバでのアメリカ大使館襲撃事件（事件）
- アドワの戦い（戦闘）
- アトバラ川（河川）
- アビシニアジャッカル（動物）
- アビシニアン（猫）
- アファール盆地（盆地）
- アフリカネイションズカップ1962（サッカー大会）
- アフリカネイションズカップ1968（サッカー大会）
- アフリカネイションズカップ1976（サッカー大会）
- アフリカの角食糧危機（旱魃）
- アフリカ連合（国際組織）
- アベベ・ビキラ（陸上選手）
- アベベ・メコネン（陸上選手）
- アムハラ語（言語）
- アムハラ民族民主運動（政党）
- アルチュール・ランボー（フランスの詩人）
- アワッシュ川下流域（世界遺産）
- アンドレイヤス（皇帝）
- イクノ・アムラク（皇帝）
- イスラーム（宗教）
- イタリア王国（国）
- イタリア領東アフリカ（植民地）
- イヤス3世（皇帝）
- イレミ・トライアングル（地域）
- インジェラ（食物）
- ヴィットーリオ・エマヌエーレ3世（皇帝・イタリア国王）
- ウォロ飢饉 (1972年-1975年)（飢饉）
- ウッチャリ条約（条約）
- エジェガエフ・ディババ（陸上選手）
- エチオピア（国）
- エチオピア (小惑星)（小惑星）
- エチオピア医師誘拐事件（事件）
- エチオピア・エリトリア国境紛争（戦争）
- エチオピア園芸生産輸出業者組合（園芸業組織）
- エチオピア革命（革命）
- エチオピア区（生物地理区）
- エチオピア航空（航空会社）
- エチオピア航空961便ハイジャック墜落事件（事件）
- エチオピアの島の一覧（島の一覧）
- エチオピア人民革命民主戦線（政党）
- エチオピア正教会（キリスト教会）
- エチオピア戦争（戦争）
- エチオピア大飢饉（飢饉）
- エチオピアの地理（地理）
- エチオピア帝国（過去の国）
- エチオピアの国家元首の一覧（国家元首の一覧）
- エチオピアの国旗（国旗）
- エチオピアの国章（国章）
- エチオピアの政治（政治）
- エチオピアの世界遺産（世界遺産の一覧）
- エチオピアの大統領一覧（大統領の一覧）
- エチオピアの経済（経済）
- エチオピアの行政区画（行政区画の一覧）
- エチオピア饅頭（日本の菓子）
- エチオピア民主同盟（政党）
- エチオピア暦（暦法）
- エチオピア労働者党（政党）
- エチオピアン・ニュース・エージェンシー（通信社）
- エリトリア（国）
- エリトリア解放戦線革命評議会（反政府組織）
- エリトリア解放戦線人民解放軍（反政府組織）
- エリトリア州（過去の州）
- エリトリア統一国民評議会（反政府組織）
- エリトリア独立戦争（戦争）
- オガデン戦争（戦争）
- オガデン民族解放戦線（反政府組織）
- オモ川下流域（世界遺産）
- オリンピックのエチオピア選手団（五輪選手団）
- オロモ・ソマリ・アファール解放同盟（反政府組織）
- オロモ人民民主機構（政党）

### か行
- カトブレパス（想像上の動物）
- カート (植物)（植物）
- ギルマ・ウォルドギオルギス（政治家）
- ゲエズ文字（文字）
- ゲザハン・アベラ（陸上選手）
- ゲテ・ワミ（陸上選手）
- ケネニサ・ベケレ（陸上選手）
- コーヒー・セレモニー（儀式）
- 国際連合エチオピア・エリトリア派遣団（国連平和維持活動）
- コプト正教会（キリスト教会）
- コンソ（特別郡・民族・世界遺産）
- ゴンダール（都市、旧首都）

### さ行
- ザウディトゥ（女帝）
- ザグウェ朝（王朝）
- サッカーエチオピア代表（サッカー）
- ジブチ・エチオピア鉄道（鉄道）
- シミエン国立公園（国立公園・世界遺産）
- ジャー（ラスタファリズム上の概念）
- シレシ・シヒネ（陸上選手）
- 親愛なる聖エチオピア（国歌）
- セム語派（語群）
- セラム（化石人骨）
- ゾスカレス（王）
- ソマリア内戦（戦争）
- ソマリ語（言語）
- ソマリ族（民族）

### た行
- 第一次エチオピア戦争（戦争）
- 大地溝帯（渓谷）
- 第二次エチオピア戦争（戦争）
- ダナキル砂漠（砂漠）
- タナ湖（湖）
- チャルビ砂漠（砂漠）
- 中央革命捜査局（秘密警察）
- 駐日エチオピア大使館（大使館）
- ツェガエ・ケベデ（陸上選手）
- ティグリニャ語（言語）
- ティグレ人民解放戦線（反政府組織・政党）
- ティグレ紛争（戦争）
- ティヤ（村・世界遺産）
- ティルネシュ・ディババ（陸上選手）
- ディレ・ダワ（都市）
- テオドロス2世 (エチオピア皇帝)（皇帝）
- テスファエ・トラ（陸上選手）
- テドラ・バイル（政治家、エリトリア行政長官）
- テフェリ・バンテ（国家元首）
- テラ (飲料)（ビール）
- デラルツ・ツル（陸上選手）
- デリバ・メルガ（陸上選手）
- 東部砂漠（砂漠）
- トゥルカナ湖（湖）

### な行
- ネガソ・ギダダ（政治家）

### は行
- ハイレ・ゲブレセラシェ（陸上選手）
- ハイレ・セラシエ1世（摂政、皇帝）
- ハラール (エチオピア)（都市・世界遺産）
- ファジル・ゲビ（遺跡・世界遺産）
- ファツマ・ロバ（陸上選手）
- フィンチャ発電所（水力発電所）
- ブル (通貨)（通貨）
- 2008年北京オリンピックのエチオピア選手団（五輪選手団）
- ベライン・デンシモ（陸上選手）
- ヘルト人（化石人類）
- ボレ国際空港（空港）

### ま行
- マモ・ウォルデ（陸上選手）
- 南エチオピア人民民主運動（政党）
- ミリオン・ウォルデ（陸上選手）
- ミルツ・イフター（陸上選手）
- メセレト・デファー（陸上選手）
- メネリク1世（王）
- メネリク2世（皇帝）
- メレス・ゼナウィ（政治家）
- メンギスツ・ハイレ・マリアム（軍人・政治家）

### や・ら・わ行
- ヨハンネス2世 (エチオピア皇帝)（皇帝）
- ラスタファリ運動（ジャマイカの宗教運動）
- ラリベラ（都市）
- ラリベラの岩窟教会群（遺跡・世界遺産）
- リジ・イヤス（皇帝、戴冠せず）
- リヤ・ケベデ（ファッションモデル）
- ロバ・ネグシエ（陸上競技コーチ）
- ワット (エチオピア料理)（食物）